# Obolo jezik
Obolo jezik (andone, andoni, andonni; ISO 639-3: ann), jedan od 23 jezika podskupine obolo, šire skupine cross river, kojim govori 200 000 ljudi (1996 National Population Commission) u nigerijskim državama Rivers i Akwa Ibom.
Ima nekoliko dijalekata, istočni obolo (okoroete, ibot obolo), zapadni obolo (ataba, unyeada) i presatižni dijalekt ngo. U upotrebi su i ibibio [ibb], igbo [ibo] ili engleski [eng].

## Vanjske poveznice
- Ethnologue (14th)
- Ethnologue (15th)